# Kalchreuth

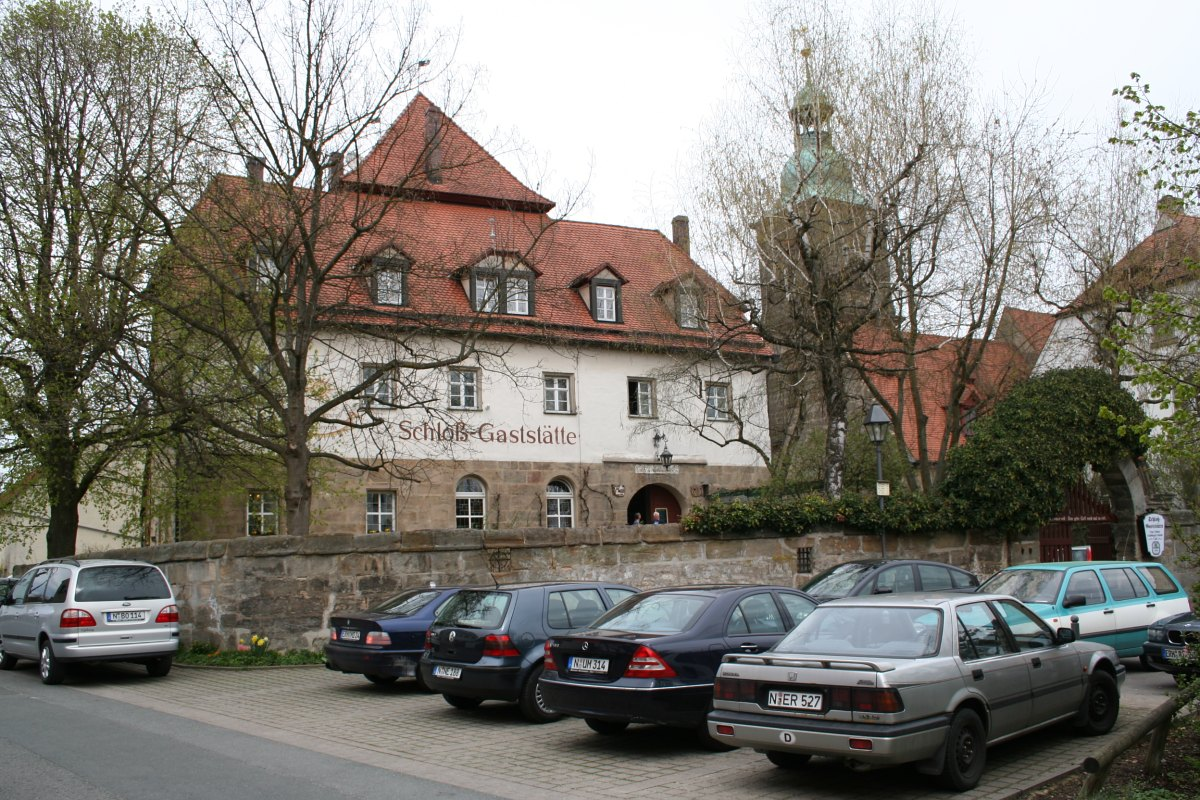
Zamek na wodzie i kościół pw. św. Andrzeja (St. Andreas)

Kalchreuth – miejscowość i gmina w Niemczech, w kraju związkowym Bawaria, w rejencji Środkowa Frankonia, w regionie Industrieregion Mittelfranken, w powiecie Erlangen-Höchstadt. Leży około 10 km na wschód od Erlangen, przy linii kolejowej Norymberga – Gräfenberg.

## Dzielnice
W skład gminy wchodzą następujące dzielnice: Kalchreuth, Röckenhof, Käswasser, Stettenberg, Minderleinsmühle, Gabermühle i Wolfsfelden.

## Polityka
Rada gminy składa się z 17 członków:
|      | CSU | SPD | Wolni Wyborcy | Zieloni | Razem     |
| 2002 | 8   | 1   | 7             | 1       | 17 miejsc |

## Zabytki i atrakcje
- zamek na wodzie Hallerschloss
- Kościół pw. św. Andrzeja (St. Andreas)

## Ludzie urodzeni w Kalchreuth
- Heinz Strehl – piłkarz